# マリオパーティシリーズ
マリオパーティシリーズ（MARIO PARTY series）は、任天堂が発売したマリオシリーズのキャラクターが登場するパーティーゲームシリーズ。公式に使われるタイトル名の略称は「マリパ」。

## 概要
すごろく風の「ボードゲーム」と「ミニゲーム」で最大4人（一部シリーズでは最大8人）で対戦し順位を競う、パーティゲームのシリーズ作品である。ゲームの開発は『マリオパーティ8』および『マリオパーティDS』までは『ボンバーマン』や『桃太郎電鉄』を手掛けるハドソンおよび同社のソフト開発を協力していたシーエイプロダクション（『アドバンス』を除く。）、『マリオパーティ9』以降はハドソンがコナミデジタルエンタテインメントに吸収合併されたことからエヌディーキューブ（現:ニンテンドーキューブ）が担当しており、ハドソンから移籍したスタッフが中心となっている。また、シーエイプロダクションも引き続き開発協力している。ウィルも『9』以降開発協力している。また、カプコンより本作をモチーフにしたアーケード用メダルゲームが発売されている。
ゲームは基本的にボードマップをすごろくの要領で移動して、プレイヤー全員が1回ずつ移動を終えたり特定のマスにとまると「ミニゲーム」をプレイする流れで進行し、規定のターン数が経過するなどの条件を満たすとゲーム終了となる。1作目から『8』および『DS』、『スーパー マリオパーティ』以降と、『9』および『10』ではボードゲームのルールが大幅に異なるが、ボードゲームとミニゲームで対戦するという基本的なゲーム内容は全編を通じて共通である（一部除く）。
シリーズで登場するプレイヤー及びサポートキャラクターはマリオシリーズのキャラクターが中心となっている。現在、途中で引退した者も含めれば、今までに使えたプレイヤーキャラクターは29人いる（一部のモードでのみ使用可能なキャラは除く）。なお、『マリオパーティ5』以降の据え置き型作品では「マリオパーティ スーパースターズ』を除いて必ず新規のプレイヤーキャラクターがおり、その中で現在もプレイヤーキャラクターとして使える者は13人となっている。この人数は第1作目『マリオパーティ』で使用できるキャラクターの人数（6人）より多く、これらがチラシ等での宣伝に利用されたケースもある。ちなみに、据え置き型ゲーム機用のマリオパーティシリーズは『マリオパーティ3』から『8』までは、その作品での新プレイヤーキャラクターは次回作では最初から使用でき、新たなプレイヤーキャラクターが登場している。
海外では米国で非常に人気があり、「ミニゲームのやりすぎで手を痛めた」という事例がある。NINTENDO 64版およびゲームキューブ版と、2014年から2018年までは毎年新作が発売され、日本国内の売上では『2』・『8』・『DS』・『スーパー』・『スーパースターズ』の5作品がミリオンセラーとなっている。

## シリーズ一覧
| 1998 | マリオパーティ                                                                  |
| 1999 | マリオパーティ2                                                                 |
| 2000 | マリオパーティ3                                                                 |
| 2001 |                                                                                 |
| 2002 | マリオパーティ4                                                                 |
| 2003 | マリオパーティ5                                                                 |
| 2004 | マリオパーティ6                                                                 |
| 2005 | マリオパーティ アドバンス マリオパーティ7                                       |
| 2006 |                                                                                 |
| 2007 | マリオパーティ8 マリオパーティDS                                                |
| 2008 |                                                                                 |
| 2009 |                                                                                 |
| 2010 |                                                                                 |
| 2011 |                                                                                 |
| 2012 | マリオパーティ9                                                                 |
| 2013 |                                                                                 |
| 2014 | マリオパーティ アイランドツアー                                                 |
| 2015 | マリオパーティ10                                                                |
| 2016 | マリオパーティ スターラッシュ                                                   |
| 2017 | マリオパーティ100 ミニゲームコレクション                                        |
| 2018 | スーパー マリオパーティ                                                         |
| 2019 |                                                                                 |
| 2020 |                                                                                 |
| 2021 | マリオパーティ スーパースターズ                                                 |
| 2022 |                                                                                 |
| 2023 |                                                                                 |
| 2024 | スーパー マリオパーティ ジャンボリー                                            |
| 2025 | スーパー マリオパーティ ジャンボリー Nintendo Switch 2 Edition + ジャンボリーTV |

発売中止の作品は除外する。日本の販売本数はエンターブレイン調べやメディアクリエイト調べのもの。WorldWideTotal（世界累計）はVGChartzより。

### 据置向け作品
| タイトル                                                                        | 発売日         | ハード                      | 販売本数（日本） | 販売本数（世界） |
| ------------------------------------------------------------------------------- | -------------- | --------------------------- | ---------------- | ---------------- |
| マリオパーティ                                                                  | 1998年12月18日 | NINTENDO 64                 | 71.4万本         | 270万本          |
| マリオパーティ2                                                                 | 1999年12月17日 | NINTENDO 64                 | 107.0万本        | 248万本          |
| マリオパーティ3                                                                 | 2000年12月7日  | NINTENDO 64                 | 84.7万本         | 191万本          |
| マリオパーティ4                                                                 | 2002年11月8日  | ニンテンドー ゲームキューブ | 90.3万本         | 246万本          |
| マリオパーティ5                                                                 | 2003年11月28日 | ニンテンドー ゲームキューブ | 69.7万本         | 217万本          |
| マリオパーティ6                                                                 | 2004年11月18日 | ニンテンドー ゲームキューブ | 52.7万本         | 163万本          |
| マリオパーティ7                                                                 | 2005年11月10日 | ニンテンドー ゲームキューブ | 45.4万本         | 208万本          |
| マリオパーティ8                                                                 | 2007年7月26日  | Wii                         | 147.0万本        | 885万本          |
| マリオパーティ9                                                                 | 2012年4月26日  | Wii                         | 70.0万本         | 311万本          |
| マリオパーティ10                                                                | 2015年3月12日  | Wii U                       | 20.0万本         | 227万本          |
| スーパー マリオパーティ                                                         | 2018年10月5日  | Nintendo Switch             | 317万本          | 2110万本         |
| マリオパーティ スーパースターズ                                                 | 2021年10月29日 | Nintendo Switch             | 233万本          | 1400万本         |
| スーパー マリオパーティ ジャンボリー                                            | 2024年10月17日 | Nintendo Switch             | 190万本          | 748万本          |
| スーパー マリオパーティ ジャンボリー Nintendo Switch 2 Edition + ジャンボリーTV | 2025年7月24日  | Nintendo Switch 2           |                  |                  |

### 携帯向け作品
| タイトル                                 | 発売日         | ハード                 | 販売本数（日本） | 販売本数（世界） |
| ---------------------------------------- | -------------- | ---------------------- | ---------------- | ---------------- |
| マリオパーティ アドバンス                | 2005年1月13日  | ゲームボーイアドバンス | 25.6万本         | 98万本           |
| マリオパーティDS                         | 2007年11月8日  | ニンテンドーDS         | 216万本          | 931万本          |
| マリオパーティ アイランドツアー          | 2014年3月20日  | ニンテンドー3DS        | 56.1万本         | 295万本          |
| マリオパーティ スターラッシュ            | 2016年10月20日 | ニンテンドー3DS        | 15.9万本         | 87万本           |
| マリオパーティ100 ミニゲームコレクション | 2017年12月28日 | ニンテンドー3DS        | 25万本           | 69万本           |

### メダルゲーム
| タイトル                                     | 発売日     | ハード                                             |
| -------------------------------------------- | ---------- | -------------------------------------------------- |
| スーパーマリオ 不思議のころころパーティ      | 2004年9月  | アーケードゲーム （メダルゲーム） 発売元：カプコン |
| スーパーマリオ 不思議のころころパーティ2     | 2005年10月 | アーケードゲーム （メダルゲーム） 発売元：カプコン |
| マリオパーティ ふしぎのコロコロキャッチャー  | 2009年5月  | アーケードゲーム （メダルゲーム） 発売元：カプコン |
| マリオパーティ くるくる!カーニバル           | 2012年7月  | アーケードゲーム （メダルゲーム） 発売元：カプコン |
| マリオパーティ ふしぎのコロコロキャッチャー2 | 2013年4月  | アーケードゲーム （メダルゲーム） 発売元：カプコン |
| マリオパーティ ふしぎのチャレンジワールド    | 2016年8月  | アーケードゲーム （メダルゲーム） 発売元：カプコン |

### 日本未発売の作品
CARD GAME MARIO PARTY-e
アメリカで2003年2月17日発売。ゲームボーイアドバンス・カードe対応ソフト。
日本では当初『マリオパーティカードe』として発売予定だったが、その後未定のまま発売されることは無かった。

## プレイヤー
- ○…基本キャラクター
- ●…隠しキャラクター（条件を満たすと使用可能となるキャラクター）
- △…一部のモードのみ使用可能
- ×…使用不可（COMキャラクターやボスキャラクターとして登場するものも含む）

下記の表で、数字は通常のナンバリングタイトル、SPは『スーパー - 』、SSは『 - スーパースターズ』、JBは『 - ジャンボリー』、DSは『 - DS』、ITは『 - アイランドツアー』、SRは『 - スターラッシュ』、100は『 - 100 ミニゲームコレクション』を示す。

### 全シリーズに登場
- マリオ
- ルイージ
- ピーチ
- ヨッシー
- ワリオ（アドバンスを除く）

#### マリオパーティ3以降の作品にすべて登場
- デイジー（アドバンスを除く）
- ワルイージ（アドバンスを除く）

#### マリオパーティ10以降の作品にすべて登場
- ロゼッタ

### その他の登場
| キャラクター     | 4 | 5 | 6 | 7 | 8 | DS | 9 | IT | 10 | SR | SP | SS | JB |
| ---------------- | - | - | - | - | - | -- | - | -- | -- | -- | -- | -- | -- |
| ドンキーコング   | ○ | △ | × | × | × | ×  | × | ×  | ○  | ●  | ●  | ○  | ○  |
| キノピオ         | △ | △ | ○ | ○ | ○ | ◯  | ○ | ◯  | ○  | ◯  | ×  | ×  | ○  |
| テレサ           | △ | △ | ○ | ○ | ○ | ×  | × | ◯  | ×  | △  | ○  | ×  | ○  |
| ミニクッパ       | △ | △ | ○ | × | × | ×  | × | ×  | ×  | ×  | ×  | ×  | ×  |
| ノコノコ         | △ | × | × | × | × | ×  | ○ | ×  | ×  | ×  | ○  | ×  | ○  |
| ヘイホー         | △ | × | × | × | × | ×  | △ | ×  | ×  | ×  | ○  | ×  | ○  |
| クッパ           | △ | × | × | × | × | ×  | × | ×  | △  | △  | ○  | ×  | △  |
| キノピコ         | × | × | ● | ○ | ○ | ×  | × | ×  | ●  | △  | ×  | ×  | ○  |
| キャサリン       | × | × | × | ● | ○ | ×  | ○ | ×  | ×  | ×  | ×  | ○  | ○  |
| カロン           | × | × | × | ● | ○ | ×  | × | ×  | ×  | ×  | ●  | ×  | ×  |
| ハンマーブロス   | × | × | × | × | ● | ×  | × | ×  | ×  | ×  | ○  | ×  | ×  |
| ゲッソー         | × | × | × | × | ● | ×  | × | ×  | ×  | ×  | ×  | ×  | ×  |
| Mii              | × | × | × | × | △ | ×  | × | ×  | ×  | ×  | ×  | ×  | ×  |
| カメック         | × | × | × | × | × | ×  | △ | ×  | ×  | ×  | ×  | ×  | ×  |
| クッパJr.        | × | × | × | × | × | ×  | × | ●  | ×  | △  | ○  | ×  | ○  |
| ガボン           | × | × | × | × | × | ×  | × | ×  | ●  | ×  | ×  | ×  | ○  |
| あかキノピオ     | × | × | × | × | × | ×  | × | ×  | ×  | △  | ×  | ×  | ×  |
| あおキノピオ     | × | × | × | × | × | ×  | × | ×  | ×  | △  | ×  | ×  | ×  |
| みどりキノピオ   | × | × | × | × | × | ×  | × | ×  | ×  | △  | ×  | ×  | ×  |
| きいろキノピオ   | × | × | × | × | × | ×  | × | ×  | ×  | △  | ×  | ×  | ×  |
| ディディーコング | × | × | × | × | × | ×  | × | ×  | ×  | ●  | ●  | ×  | ×  |
| クリボー         | × | × | × | × | × | ×  | × | ×  | ×  | ×  | ○  | ×  | ○  |
| プンプン         | × | × | × | × | × | ×  | × | ×  | ×  | ×  | ●  | ×  | ×  |
| チョロプー       | × | × | × | × | × | ×  | × | ×  | ×  | ×  | ○  | ×  | ○  |
| ハックン         | × | × | × | × | × | ×  | × | ×  | ×  | ×  | ×  | ×  | ●  |
| ポリーン         | × | × | × | × | × | ×  | × | ×  | ×  | ×  | ×  | ×  | ●  |

## ボードゲーム
ここでは『マリオパーティ アドバンス』『マリオパーティ アイランドツアー』を除く、各シリーズのボードゲームの基本的なルールやゲームの流れについて説明する。上記の2作品のルールについては、該当するページを参照。

### ゲームのルール
『マリオパーティ』～『マリオパーティ8』および『マリオパーティDS』までと『スーパー マリオパーティ』以降のルール
最初に参加人数・使用キャラクター・ボードマップ・ターン数などのルール設定を行い、プレイヤー全員で「サイコロブロック」を叩き出た数の大きい順で行動する順番を決定する。最初にプレイヤー全員が10（スーパーでは5）コインずつ受け取り、マップ上の「スター」の位置を確認してからゲームが開始する。
ゲームが始まると4人のプレイヤーが順番にサイコロブロックを叩き、出た目の分だけ「マス」を進む。通常、サイコロブロックから出る目は1 - 10である（ちなみに、サイコロブロックの数字が切り替わる速さは、『1』～『4』、『DS』が0.05秒、『5』が0.2秒、『6』～『8』が0.1秒となっている）。移動後、止まったマスによって様々なイベントが発生し、4人全員がそれぞれ移動すると、プレイヤーパネルの色（止まったマスの色）によって発生するミニゲームのジャンルが決まり、「ミニゲーム」で対戦を行う。
ミニゲームの開始前に、そのミニゲームのルールや操作方法などの説明画面が表示される（ただし、『1』～『7』､『スーパースターズ』はボードマップのポーズ画面の設定でミニゲームの説明画面を省略することも可能。『ジャンボリー』ではゲームを始める前の設定画面で省略できる。また、『2』以降のシリーズではミニゲームの説明画面からそのミニゲームの練習をすることも可能）。ミニゲームで勝利したプレイヤーは10コインもらえ（『スーパー』以降は2位、3位のプレイヤーも少額のコインをもらえる。また、プレイするミニゲームの種類によって、もらえる枚数が異なる場合がある）、途中結果が表示される。なお、入手したコインは、マップ上のスターの位置で「スター」と交換することができる。
上記の流れを「1ターン」として、設定したターン数だけゲームが続く。また、残り5ターン（『7』のみ残り4ターン・『スーパー』のみ残り3ターン）になると「ラスト5(4・3)ターンイベント」が発生し途中経過が発表された後、特別なルールが追加されたり優勝候補や最下位のプレイヤーにボーナスが与えられる。
設定したターン数が経過するとゲーム終了となる。ルールの設定によっては最後に「ボーナススター」の発表が行われ、条件を満たしているプレイヤーに「スター」が1つずつ贈られる。最後にスターを最も多く持っていたプレイヤーが優勝となる。なお、スターの数が同じプレイヤーがいた場合はコインの数が多い方が上位となる。極めてめずらしいがスターもコインも同じ数のプレイヤーがいた場合はそのプレイヤー同士でサイコロブロックを1回ずつ叩き、より大きい数を出した方が上位となる。
結果発表後、各プレイヤーの持っているスターの数・コイン数・ミニゲームで稼いだコイン数・各マスに止まった回数などのゲームの詳しい成績を見ることができる。また、『5』以降は、各プレイヤーのスターとコイン（『スーパー』以降を除く）の数の変化を記録したグラフも表示される（ただし『8』のみ、グラフは表示されない）。
『マリオパーティ9』と『マリオパーティ10』のルール
最初に参加人数・使用キャラクター・ボードマップなどのルール設定を行い、プレイヤー全員でサイコロを叩いて出た数の大きい順で（『10』ではルーレットで）行動する順番を決定する。プレイヤー全員で1台の乗り物に乗り、ゲームが開始する。
手番のプレイヤーはサイコロをふって出た目だけ乗り物ごと進み、ボードマップのゴールをめざす。使用できるサイコロは出目が1 - 6の「ノーマルサイコロ」のほかに特殊な性質を持つ「アイテムサイコロ」があり、アイテムサイコロは一度つかうと無くなる。
ボードマップ上に配置されている「リトルスター」を通過すると手番のプレイヤーがそのリトルスターを入手できる。また、ルートの分岐点でどちらに進むかは手番のプレイヤーが決定する。移動後止まったマスによって様々なイベントが発生し、その対象は基本的には手番のプレイヤーとなるが、すべてのプレイヤーに影響するイベントが発生する場合もある。
旧作のルールにあった「ターン数」や「スター」「コイン」の概念は無く、「ミニゲーム」はマップ上の「ミニゲームマス」に止まったとき等に発生する。ミニゲームで上位になったり、相手プレイヤーに勝利するとリトルスターを入手できる。
ボードマップ上の中間地点とゴール地点には「ボスバトルマス」があり、到着するとプレイヤー全員で協力してボスキャラクターと戦う「ボスバトルゲーム」が開始する。「ボスバトルゲーム」ではボスに攻撃を当てると得点となり、プレイヤー全員で得点数を競う。ボスを倒した時点の得点数で順位が決まり、上位になるほどリトルスターを多くもらえる。
ゴール地点でボスバトルゲームを終えるとゲーム終了となる。ルールの設定によっては最後に「ボーナススター」の発表が行われ、条件を満たしているプレイヤーにリトルスターが贈られる。最後にリトルスターを最も多く持っていたプレイヤーが優勝となる。結果発表後は各プレイヤーの詳しい成績やグラフが表示される。

### ボードマップ上のマス
ボードマップ上には様々な「マス」が設置されており、移動後に止まったマスに応じて様々なイベントが発生する。作品ごとに登場するマスの種類や名称が異なるが、ここでは主なものを記す。
青マス・プラスマス〈1~DS・SP~〉
ここに止まるとコインを3枚入手し、プレイヤーパネルは青に変化する。『2』～『5』、『DS』、『スーパー』以降は、止まったマスによっては「かくしブロック」が見つかることがあり、スターやコイン等を追加で入手できることがある。
赤マス・マイナスマス〈1~DS・SP~〉
ここに止まるとコインを3枚（アドバンスではキノコを1個）失う。プレイヤーパネルは赤に変化する。
 ?（!）マス（ハプニングマス)〈1~IT・SP~〉
このマスに止まるとマップや設置されている場所ごとに決まったイベントが発生する。『アイランドツアー』ではマスの色が赤と青の2色に分かれており、青は有利なイベント、赤は不利なイベントが発生する。『スーパー』以降では!マークのマスになっている。『DS』までと『スーパー』以降では、このマスに止まるとプレイヤーパネルが緑に変化し、ミニゲーム開始直前にランダムに赤か青に色が変化する（この点は、他のマスに止まってプレイヤーパネルが赤・青以外の色に変化した場合も同様）。
クッパマス〈1~10・SS~〉
止まるとクッパが現れ、プレイヤーにとって不利な「クッパイベント」が発生する（『ジャンボリー』ではクッパが操作キャラクターの一人になっているため、代わりにカメックが魔法でコカメックを変身させたニセクッパが登場する）。ただし、作品によってはコイン・スター、リトルスターを持っていない（または少ない）時に止まると、プレイヤーに有利なイベントが発生することもある。プレイヤーパネルは赤に変化する。
ドンキーマス〈5~8〉
止まるとドンキーコングが現れ、プレイヤーにとって有利なイベントが発生する。「クッパマス」とは対の存在となっている作品もある。プレイヤーパネルは青に変化する。
キノコ青マス〈1〉
止まるとルーレットブロックが出現し、ブロックを叩いて出た目が「キノコ」なら続けてもう一度サイコロブロックを叩いて移動することができるが、「どくキノコ」が出ると次の1ターンは移動ができなくなる。
!マス（チャンスマス）〈1~3・SS~〉
止まると1人用の「チャンスミニゲーム」が開始する。ミニゲームの結果に応じて、ふたりのプレイヤー同士でスターやコインのプレゼントや交換を行う。『スーパースターズ』以降は「チャンスマス」という名称で登場し、マスに描かれているマークが左右の矢印になっている。
ミラクルマス〈4・6〉
『4』では止まると「ミラクルピンボール」が始まり、ミニゲームの結果に応じてふたりのプレイヤー同士でスターやコインのプレゼントや交換をする。『6』では、ルーレットを止めて同様にやりとりの内容を決定する。
アイテムマス〈2・3・IT・SP~〉
『2』・『3』・『スーパースターズ』では、止まると1人用の「アイテムミニゲーム」が始まり、ミニゲームの結果に応じてアイテムを入手できる。
『ジャンボリー』ではスロットを止めてアイテムを手に入れる他、前述の「アイテムミニゲーム」もスロットの絵柄の一つとして入っている。
『アイランドツアー』では「アイテムキャッスルランド」に登場し、止まるとアイテムを1つ入手できる。何がもらえるかはランダムに決まる。『スーパー』ではアイテムルーレットで決定する。
ノコノコバンクマス〈2・3・SS〉
通過すると『2』・『3』では5コイン、『スーパースターズ』は3コイン（ラスト5ターンになると5コイン）バンクに募金させられるが、ピッタリ止まると今までに貯金されたコインを全部もらうことができる。
バトルマス〈2~4・9〉
止まると「バトルミニゲーム」が始まる。
ギャンブルマス〈3〉
止まると手持ちのコインを全額かけて、1人用の「ギャンブルミニゲーム」をプレイする。
ワープマス〈4〉
止まるとルーレットで決めた他のキャラクターがいるマスにワープする。
キノコマス〈4〉
止まると大小2つの箱が出現し、どちらかを選ぶと「デカキノコ」か「チビキノコ」を入手できる。
けっとうマス〈6・7・DS〉
止まったプレイヤーは相手のプレイヤーをひとり選び、スターやコインを賭けて「デュエルミニゲーム」で勝負を行う。DSではラスト5ターンになるとともだちマスの置きかわりで出現する。
ラッキーマス〈8~10・SP~〉
『8』では止まるとラッキールートに進み、コインやスターを入手することができる。『9』・『10』ではリトルスターやアイテムサイコロを入手できるなどの有利なイベントが発生し、『スーパー』以降はラッキールーレットが発動しコインなどが手に入る。
ともだちマス〈DS〉
止まると自分とほかのプレイヤー1人がそれぞれ5コインずつもらえる。誰と一緒にコインをもらうかはマスに止まった時に選択する。なお、CPUは必ず最下位（複数人いる時はランダム）のキャラクターを選択する。また、ラスト5ターンになるとこのマスは「けっとうマス」に変化する。
ノーマルマス（グリーンマス）〈GBA・9・IT・10〉
止まっても何も起こらない緑色（『アドバンス』は黄色）のマス。『9』・『アイランドツアー』では「グリーンマス」という名称で登場するが、効果は同様。『10』では、まれにミニゲームが発生することがある。
ミニゲームマス〈GBA・9・IT・10〉
止まると「ミニゲーム」が始まる。『9』ではミニゲームのジャンルに応じてマスの種類が分かれており、プレイするミニゲームはランダムに表示されたものから、手番のプレイヤーが選択して決定する。『10』ではマスに止まったプレイヤーがスロットでどの種類のミニゲームをプレイするか決め、ランダムに表示される3つのミニゲームからルーレットでプレイするミニゲームが決まる。
サイコロマス〈GBA・9・10〉
『アドバンス』ではもう一度サイコロブロックを叩くことができ、それ以外の作品では止まると「アイテムサイコロ」を1つ入手できる。また、『9』ではまれに追加でリトルスターをもらえる場合やミニゲームが発生することがあり、『10』ではまれにミニゲームが発生することがある。
よこどりマス〈10〉
止まると他のプレイヤー1人が持つリトルスターをうばうことができる。誰からどれだけうばうかは、ルーレットを止めて決定する。
仲間マス〈SP〉
止まるとプレイヤー4人以外の仲間ルーレットが発動し止めたキャラクターを仲間にすることができる。
 !?マス（ドッキリマス・スーパードッキリマス）〈SP〉
止まるとカメックが現れ、コインを奪われるなど嫌なハプニングが起こるマス。ラスト3ターンになるとスーパードッキリマスへ変化しドッキリマス以上に嫌なハプニングが起こる。本作ではクッパ及びクッパJr.が操作キャラクターの一人となったため、クッパマスの差し換えとしての登場（その二人がマスに止まると、カメックが申し訳なさそうにしている台詞が発生する）。
VSマス〈SP~〉
止まると『スーパー』では「ぶるぶるミニゲーム」、『スーパースターズ』以降は「4人対戦ミニゲーム」が始まりコインを手持ちのコインをかけてバトルする。イベント終了後はプラスマスへ変化する。
アンラッキーマス〈JB〉
止まるとアンラッキールーレットが発動しコインを奪われたり、不利な状況が発生する。

### ボードマップ上のイベント
マップ上にはマス以外にも、その場所を通過することで発生するイベントも設置されており、マスとは違い通過しても残りの移動するマス数にカウントされることはない。このようなイベントは、シリーズによっては「通過イベント」と呼ばれることもある。シリーズごとに様々な種類が用意されているが、ここでは主なものを記す。
分岐点〈全作品〉
ルートが枝分かれしている場所で、ここで進みたい方向を選ぶことができる。ただし、場合によっては進む方向が自由に選べないこともある。
スター〈1~DS、SR~〉
ボードマップによってスターの入手するための条件が異なる場合もあるが、たいていは20コインを支払うことでスターを1つ入手できる。ゲームの目的地であり、シリーズによっては「スターエリア」などと呼ばれることもある。
リトルスター〈9・10・IT〉
『9』、『10』ではマップ上の様々な場所に配置されており、移動中に通過すると手番のプレイヤーが獲得できる。ゴールに近づくほど、一度に獲得できるリトルスターの数が多い傾向にある。『アイランドツアー』では「スターあつめスカイロード」で登場し、「スターステージマス」に到着したプレイヤーから順番にリトルスターを獲得できる。3作品共通で、手に入れると逆に手持ちのリトルスターの数が減ってしまう「シャドウスター」も存在する。
テレサ、ジュゲム〈1~4・6・9・10・SP~〉
『1~4』と『6』、『スーパースターズ』以降は必要な枚数のコインを支払うことで相手のコインやスターを横取りできる。『1』と『スーパースターズ』以降はコインは無料で横取りしてもらえるが、その分効果も薄い。『4』では「よこどりの館」という名称で登場する。『6』、『スーパー』ではテレサがプレイヤーキャラとして参加しているため、代わりに「あかテレサ」、[ジュゲム」がそれぞれこの役割を担当している（『ジャンボリー』でもテレサを使用できるが、マップ上でこの役割を担っているのも同じテレサであり、操作キャラクターのテレサでマップ上のテレサの元へ行くと目の前のテレサに驚くような台詞を発する）。また、シリーズによってはアイテム（「テレベル」「テレサのすいしょう」）でその場に呼び出すこともできる。
『9』では「ホラーキャッスル」の途中から登場し、後ろから3マスずつ前進しプレイヤーの乗り物を追いかける。テレサに追いつかれると、手番のプレイヤーはリトルスターを半分失う。
『10』では「ヒヤヒヤウッド」のルート上に待ち構えており、通過すると手番のプレイヤーに取りつく。取りつかれたプレイヤーは、以降手番が来るたびにリトルスターを5つテレサにうばわれる。ルート上の街灯の場所を通過するとテレサを追い払うことができ、マップ上の「テレサマス」に止まるとほかのプレイヤーにテレサをなすりつけることができる。
アイテムショップ〈2~4・6~DS・SR~〉
通過するときにコインを払ってアイテムやカプセル、キャンディを1度に1つだけ購入できる。作品によっては最下位及び3位の場合はアイテムの価格が割引されることもある。また、ラストターンになると利用できなくなる。
『3』では、キノピオとミニクッパのどちらかが、『ジャンボリー』ではノコノコとカメックが店員として登場する。アイテムの品揃えも異なり、キノピオ、ノコノコは主に自分をパワーアップするアイテム、ミニクッパ、カメックは主に他プレイヤーを妨害するアイテムを販売する。
『5』では、アイテムショップの代わりに「カプセルマシン」が登場し、通過する際に無料でカプセルを1つもらうことができる。
『DS』では、コインがある限り1度に複数のアイテムを購入することができる。そのためか、他のシリーズに比べてアイテムの販売価格がかなりの廉価となっている。
『10』では「キノピオの家」として登場し、家の前を通過するときに、プレイヤー全員がそれぞれスロットを止めて決定したアイテムサイコロをもらうことができる。なお、手番のプレイヤーのみスロットの回転が遅くなり、ほしいアイテムサイコロを狙いやすくなる。
カプセルマス・?カプセル・?キャンディ〈6~8〉
通過するとカプセル（『8』ではキャンディ）を無料で1つ入手できる。ただし、どの種類がもらえるかはランダムに決まる。ちなみに、『6』では「カプセルマス」という名称で登場するが、通常のマスのように止まることは出来ず、通過しても残りの移動するマス数にカウントされることはない。
しかけマスエリア〈DS〉
通過すると「しかけマス」を無料で1つ入手でき、もらえる種類はランダムに決まる。なお、ラストターンになるとしかけマスはもらえなくなる。
パタパタ〈SP〉
5コインを支払えばライバルの位置まで運んでくれる。しかし誰の所へ行くかはランダムで決定する。

### アイテム
『2』以降のボードゲームでは、ボードマップ上で使用ができる「アイテム」が登場する。シリーズによって種類や使用方法が異なるが、基本的にはサイコロブロックを叩いて移動する前に、持っている物の中から1ターンに1つだけ使用できる。
アイテム〈2~4・DS・IT・SR~〉
主に「アイテムショップ」や「アイテムマス」で手に入れることができ、使うと自分を有利にしたり、相手を妨害することができる。1人のプレイヤーにつき『2』では1つ、『アイランドツアー』、『スターラッシュ』では2つ、『3』、『4』、『DS』、『スーパー』以降は3つまで持つことができる。『4』のチームバトルでは、パートナーが持っているアイテムも使用可能。
『アイランドツアー』では「アイテムキャッスルランド」で登場し、一度に2つまで持つことができる。
カプセル〈5~7〉
「カプセル」は上記の「アイテム」のように自分に使えるほか、マップ上のマスに仕掛けることも可能。カプセルを仕掛けたマスを誰かが通過したり止まると、そのカプセルの効果が発動する。『5』では「カプセルマシン」で、『6』、『7』では「カプセルマス」や「カプセルショップ」で手に入れることができる。1人のプレイヤーにつき3つ（チームバトルでは最大5つ）まで持つことができる。
キャンディ〈8〉
つかうとサイコロブロックが変化したり、自分が別の姿に変身し、移動中にすれちがった相手を妨害する等の様々な効果を得られる。なお、「カプセル」のようにマスに仕掛けることは出来ない。「キャンディショップ」で購入するか「?キャンディ」を通過することで入手でき、1人のプレイヤーにつき3つまで持つことができる。
しかけマス〈DS〉
上記の「カプセル」と同様にマスに仕掛けて使用するもので、仕掛けたマスに他のライバルが止まると、そのライバルからスターやコインを奪えるなどの様々な効果が発生する。カプセルと違い、1度誰かが止まるとそのしかけマスは消滅し元のマスに戻る。しかけマスは「しかけマスエリア」で入手でき、同じくマリオパーティDSで登場する「アイテム」と合わせて3つまで持つことができる。
アイテムサイコロ〈9・10〉
特定の目しか出ない・数字がゆっくり回転する等の特殊な効果を持つサイコロで、1人のプレイヤーにつき2つまで持つことができる。主に「サイコロマス」に止まったときに入手でき、一度つかうと無くなる。

### ボーナススター
『アドバンス』、『アイランドツアー』を除く作品は、ゲーム終了後の結果発表前に「ボーナススター」が3種類発表され、受賞したプレイヤーはスターを1個もらえる。「ボーナススター」の内容はシリーズによって少しずつ異なっており、『7』〜『9』は6種類、『10』は5種類、『スターラッシュ』では8種類、『ミニゲームコレクション』の『ミニゲームマッチ』（以下100MCと表記）、『スーパー』（2on2のみのボーナスを含めると11種類）、『スーパースターズ』以降は9種類の中から毎回ランダムに選ばれ発表される。なお、『2』以降ではルール設定でボーナスの設定を「なし」にするとボーナススターの発表は行われず、ゲーム終了時点の成績で最終順位が決まる。『スターラッシュ』の『キノピオパレード』、『スーパー』以降はボーナスと表記する。ここでは、『アドバンス』、『アイランドツアー』を除いたのを全作品と表記する。また、数字は通常のナンバリングタイトル、SPは『スーパー - 』、GBAは『 - アドバンス』、DSは『 - DS』、ITは『 - アイランドツアー』、SRは『 - スターラッシュ』、100は『 - 100 ミニゲームコレクション』、SSは『 - スーパースターズ』を示す。
ミニゲームスター（ボーナス）〈全作品〉
ターン終了時で発生するミニゲームで一番コインを稼いだプレイヤーが選ばれる。なお、『1』の「1人用ミニゲーム」はカウントされるが、「バトルミニゲーム」（ターン終了後のミニゲームルーレットで発生した場合を除く）「デュエルミニゲーム」「ドンキーミニゲーム」で稼いだコイン、およびクッパマスの「クッパミニゲーム」で失ったコイン数はカウントされない。
『DS』以降では「ミニゲームで勝った回数（1位になった回数）」がもっとも多いプレイヤーが選ばれる（『DS』、『スーパー』以降のボーナス〈コイン〉ミニゲームでは、ミニゲーム内で1コインでも取れば勝利したこととなる）。
コインスター（ボーナス）〈1~5・100・SP~〉
『5』までは「コインを一番多く持っていたときの枚数」『100』、『スーパー』以降は「手に入れたコインの合計枚数」が多いプレイヤーが選ばれる。
カプセルスター〈6・7〉
「カプセル」を使った回数が一番多いプレイヤーが選ばれる。
キャンディスター〈8〉
「キャンディ」を使った回数が一番多いプレイヤーが選ばれる。
ハプニングスター（ボーナス）〈1~9・DS・SP~〉
「ハプニングマス」に止まった回数が一番多いプレイヤーが選ばれる。
アイテムスター（ボーナス）〈DS・10~〉
「アイテム」を一番多く使ったプレイヤーが選ばれる。
ランニングスター（ボーナス）〈7~〉
進んだマス数の合計が一番多いプレイヤーが選ばれる。ただし、『7』の「ハラハラさばく」で、ワンワンに乗って移動したマス数はカウントされない。
ショッピングスター〈7・8〉
「カプセルショップ」「キャンディショップ」など、マップ上のアイテムを購入できるお店で一番多くコインを使ったプレイヤーが選ばれる。
レッドスター（ボーナス）〈7・SP~〉
「マイナスマス」(『スーパー』ではドッキリマス、『ジャンボリー』ではアンラッキーマスも含む)に一番多く止まったプレイヤーが選ばれる。
しかけまスター〈DS〉
「しかけマス」を一番多く仕掛けたプレイヤーが選ばれる。
ともだちスター〈DS〉
「ともだちマス」に一番多く止まったプレイヤーが選ばれる。
サイコロスター〈9〉
「アイテムサイコロ」を一番多く使ったプレイヤーが選ばれる。
ルーレットスター〈9〉
「ルーレットマス」に1番多く止まったプレイヤーが選ばれる。
のんびりスター（ボーナス）/ゆっくりボーナス〈9~〉
マップ上でのサイコロの出目の合計が一番少なかったプレイヤーが選ばれる。
マイナスター〈9・10〉
『9』ではマップ上で「シャドウスター」を一番多く手に入れたプレイヤーが選ばれる。『10』では、イベントでリトルスターを失った数が一番多いプレイヤーが選ばれる。
バルーンスター（ボーナス）〈SR・100〉
コインバルーンを一番多く手に入れた回数が多いプレイヤーが選ばれる。
よこどりボーナス/うばいあいバトルスター〈SR・100〉
うばいあいバトルでの勝利回数が多プレイヤーが選ばれる。
ひとりたびボーナス〈SR〉
キノピオパレードで仲間を連れていなかったターンが一番多かったプレイヤーが選ばれる。
よりみちボーナス〈SR〉
キノピオパレードでボスへの到着回数が一番少ないプレイヤーが選ばれる。
つかわないスター〈SR・100〉
アイテムを手に入れた回数が一番少ないプレイヤーが選ばれる。
あと一歩スター〈SR・100〉
スターバルーンを入手した回数が一番少ないプレイヤーが選ばれる。
ラッキーフレンドボーナス/ラッキー!仲間ボーナス〈SR・SP〉
指名された仲間キャラがいたプレイヤーが選ばれる。その為このボーナスは運で、受賞者は1人のみである。『スターラッシュ』では「キノピオパレード」でボーナスコインとは別に発表される。
ぞろぞろボーナス〈SP〉
仲間をたくさん連れているプレイヤーが選ばれる。
ふんづけ!ボーナス〈SP〉
『スーパー』の2on2で相手チームをふんづけた回数が多いチームが選ばれる。
ふまれた!ボーナス〈SP〉
『スーパー』の2on2で相手チームからふんづけられた回数が多いチームが選ばれる。
かいものボーナス〈SS~〉
アイテムを一番多く買ったプレイヤーが選ばれる。
クッパマスボーナス〈SS~〉
「クッパマス」に止まった回数が一番多いプレイヤーが選ばれる。

### ステータスパネル
ボードマップの画面に表示される「ステータスパネル（プレイヤーパネルとも呼ばれる）」などの表示は、以下のように作品ごとに少しずつ異なっている。
ステータスパネルの枠
『1』・『5』・『8』は長方形（四隅が丸い）
『2』は長方形（左側が半円、四隅が丸い）
『3』は『2』に加えて、枠の右側がギザギザ模様、
『4』は長方形で枠の下側が立体的、
『6』は長方形（左右が半円）、
『7』は正方形（左右が半円）、
『DS』は六角形、
『ジャンボリー』は長方形（左側が三角形）となっている。
『スーパー』、『スーパースターズ』は枠が存在しない。なお、『8』は移動中のプレイヤーは画面左上に表示され、待機中のプレイヤーは画面右上にまとめて表示される他、順番に関わらず全てのプレイヤーが、『9』・『10』及び『アイランドツアー』は左上に、『スターラッシュ』、『100』、『ジャンボリー』は下に、『スーパー』は右上にまとめられる。他の作品はいずれも画面四隅に1人ずつ表示されている。また、『ジャンボリー』ではプレイヤーの移動が終わる度にパネルが左へ移動する。
フォント
『1』・『2』~『6』・『7』・『8』・『アドバンス』・『DS』・『9』・『10』・『スーパー』以降とではフォントが異なっている。また、『6』以降はボタンの役割表示の「…」がなくなった（例：「A…サイコロ」→「Aサイコロ」）。
スター・コインの表示
『1』のみ上段にコインの枚数、下段にスターの枚数が表示される。『2』～『7』、『スーパー』以降は上段にスターの枚数、下段にコインの枚数、『8』は一段（左がスター、右がコイン）で表示される。
『1』~『3』・『8』では9枚までは「☆×9」のように表示、10枚以上は「☆10」のように表示される。『4』~『7』では10枚以上も「☆×10」のように表示される。『DS』・『スーパー』以降は「×」の表示がなく、「☆1」「☆10」のように表示される。通常のプレイではあり得ないが（PAR等を使用した場合や一部マップを除く）、『1』~『3』・『8』・『DS』・『スーパー』以降は最高99枚まで、『4』~『7』は最高999枚までカウントされる。『7』・『8』では枚数が増減する時に数字が飛び出してくるアニメーションがある。
コインの枚数カウント
『1』~『8』は…「（コイン）×9」…「（コイン）×99」「（コイン）100」…のように表示される。『DS』・『スーパー』以降はスターと同じく「×」の表示がなく、100枚を超えても表示に影響はない。全作共通で999枚までカウントされる（1000枚以上を入手しても999枚までしか所持できない）。スターと同じく、『7』・『8』では枚数が増減する時に数字が飛び出してくるアニメーションがある。
順位の表示
いずれも1位が「1st」、2位が「2nd」、3位が「3rd」、4位が「4th」と表示されるが、数字の部分の文字色がシリーズで異なり、『3』までは数字と英語の部分が別の色になっており、『4』以降は数字と英語の部分が同じ色になっている。
『1』は4人共通で、数字の左から右にかけて黄色から橙色のグラデーション。『2』は1位が『1』と同じ、2位が白から銀のグラデーション、3位が白から赤のグラデーション、4位が水色。『3』は1位と3位が『2』と同じ、2位が白から水色のグラデーション、4位が緑。『4』は1位が黄色、2位が白、3位が茶色、4位が青緑。『5』は1位が黄色、2位が空色、3位が茶色、4位が緑。『6』は1位が黄色、2位が銀色、3位が茶色、4位が緑。『7』は1位が黄色、2位が銀色、3位が茶色、4位が紫色。『8』は1位が黄色からオレンジのグラデーション、2位 - 4位は全て白から灰色のグラデーション。『DS』は1位が黄色、2位が銀色、3位が肌色、4位が青緑色。『9』・『アイランドツアー』・『10』は1位が金色、2位が銀色、3位が銅色、4位が紫色。『スーパー』以降は順位に関わらず全て白色で表示される。
アイテム・カプセル・キャンディの表示
『2』ではスターの枚数表示の右にキノコマーク、『3』・『4』・『DS』では1・2番のプレイヤーはコインの枚数の下に、3・4番はスターの枚数の上にアイテムが表示、『5』~『7』ではカプセルの色だけ表示（『7』は表示位置が枠の右側）される。『スーパー』では全員がコインの枚数の下に表示される。『スーパースターズ』では1・3番のプレイヤーは順位の右に、2・4番は左にアイテムが表示される。『ジャンボリー』では全員がパネルの右側に表示される。

## ミニゲーム
ほとんどのマリオパーティシリーズのボードゲームでは、毎ターン終了時や特定のマスに止まったときに「ミニゲーム」による対戦が始まる。ミニゲームで勝利するとコインやリトルスターを獲得できるため、ボードゲームの勝敗を左右する要素となる（『アドバンス』『アイランドツアー』『スターラッシュ』では形態が少々異なる）。また、特定のゲームモードでしかプレイできないミニゲームも存在する。なお、『3』以降は一部作品を除き収録されているミニゲームが全て新作に総入れ替えされている。
ミニゲームをプレイする前にそのミニゲームのルールや操作方法の説明画面が表示され、『2』以降は本番を始める前に説明画面から特定のボタンを押すことでミニゲームの練習をすることが可能。また『5』以降は各ミニゲームの説明画面に表示されていたそのミニゲームの画像が動画になっており（携帯ゲーム機向けのものは除く）、『スーパー』以降は説明画面で直接ミニゲームの練習をすることができる。
ミニゲーム終了後は画面と音楽が切り替わってリザルト画面（ボードゲームの成績の途中経過）が表示されるが、『8』のみミニゲーム終了直後（○○WINと表示された後）の画面でリザルトが表示される。

### ミニゲームの数
| タイトル                                                                        | ゲーム数                       | 合計（重複あり） | 合計（重複なし） |
| ------------------------------------------------------------------------------- | ------------------------------ | ---------------- | ---------------- |
| マリオパーティ                                                                  | 53                             | 53               | 53               |
| マリオパーティ2                                                                 | 64（重複含む、重複除くと53）   | 117              | 106              |
| マリオパーティ3                                                                 | 71                             | 188              | 177              |
| マリオパーティ4                                                                 | 62                             | 250              | 239              |
| マリオパーティ5                                                                 | 75                             | 325              | 314              |
| マリオパーティ6                                                                 | 82                             | 407              | 396              |
| マリオパーティ アドバンス                                                       | 50                             | 457              | 446              |
| マリオパーティ7                                                                 | 88                             | 545              | 534              |
| マリオパーティ8                                                                 | 81（重複含む、重複除くと73）   | 626              | 607              |
| マリオパーティDS                                                                | 94（重複含む、重複除くと62）   | 720              | 962              |
| マリオパーティ9                                                                 | 80                             | 800              | 749              |
| マリオパーティ アイランドツアー                                                 | 80                             | 880              | 829              |
| マリオパーティ10                                                                | 75                             | 995              | 904              |
| マリオパーティ スターラッシュ                                                   | 50                             | 1005             | 954              |
| マリオパーティ100 ミニゲームコレクション                                        | 100（重複のみ）                | 1105             | 954              |
| スーパー マリオパーティ                                                         | 80                             | 1185             | 1034             |
| マリオパーティ スーパースターズ                                                 | 100（重複のみ）                | 1285             | 1034             |
| スーパー マリオパーティ ジャンボリー                                            | 112（重複含む、重複除くと102） | 1397             | 1136             |
| スーパー マリオパーティ ジャンボリー Nintendo Switch 2 Edition + ジャンボリーTV | 132（重複含む、重複除くと20）  | 1529             | 1156             |

### 主なジャンルのミニゲーム
4人用ミニゲーム〈GBAを除く全作品〉
プレイヤー全員で競うミニゲーム。作品によっては「4にんでミニゲーム」「vs4ミニゲーム」「全員対戦」等、別の名称で収録されていることもある。
1作目では、勝利したプレイヤーは10コインもらえる・負けたプレイヤーからコインをもらう等コインが増減するルールがミニゲームごとに異なっており、『2』～『8』、『DS』、『スーパー』以降は勝利したプレイヤーは10コインを獲得できる（『スーパー』以降は2位、3位のプレイヤーもコインを貰える）。ミニゲームによっては複数のプレイヤーが勝者になることもあり、一部シリーズでは勝ち負けが無くミニゲームの中で集めたコインがそのままもらえる「ボーナスミニゲーム」もある。
『9』、『10』は参加人数が2,3人の場合でもプレイできるようになり、旧作の「バトルミニゲーム」と同様にミニゲームの結果画面で各プレイヤーに順位が表示され（一部の特殊なイベントでプレイする場合を除く）、上位になるほどリトルスターを多くもらえる。
『アイランドツアー』ではミニゲームの順位に応じてボードマップごとに決められた様々なボーナスを入手でき、上位になるほど良いボーナスがもらえる。なお、ボードマップでプレイするミニゲームで同じ順位のプレイヤーが複数いた場合、ミニゲームの結果画面でサイコロをふり出た目の大きさで最終順位を決定する。
1vs3ミニゲーム〈1・2・3・4・5・6・7・8・DS・9・10・100・SP・SS・JB〉
1人側と3人側に分かれて競うミニゲーム。1作目では、上記の4人用と同様に勝利した側はコインをもらえる・負けた側からコインをもらう等コインが増減するルールがミニゲームごとに異なっており、『2』～『8』、『DS』、『スーパー』以降は勝利した側はそれぞれ10コインずつ獲得できる。また、勝ち負けが無くミニゲームの中で集めたコインがそのままもらえる「ボーナスミニゲーム」もある。
『9』、『10』はプレイヤーの参加人数が4人の場合は「1vs3ミニゲーム」として、3人の場合は「1vs2ミニゲーム」としてプレイする。参加人数が2人だけのときはプレイできず、ボードマップ上でも発生しない。ミニゲームで勝利した側のみリトルスターをもらえ、1人側で勝利するとより多くもらえる。
2vs2ミニゲーム〈1・2・3・4・5・6・7・8・DS・10・100・SP・SS・JB〉
2人1組でチームに分かれて相手チームと競うミニゲーム。1作目では勝利したチームは負けたチームのプレイヤーからコインをもらうことができ、『2』～『8』、『DS』、『スーパー』以降は、勝利したチームのプレイヤーがそれぞれ10コインずつ獲得できる。また、勝ち負けが無くミニゲームの中で集めたコインがそのままもらえる「ボーナスミニゲーム」もある。
『9』では「2vs2ミニゲーム」は一旦廃止されたが、後の『10』で再び登場し、ミニゲームで勝利したチームのみリトルスターをもらえる。
バトルミニゲーム〈2・3・4・5・6・7・8・9・10・100・SP・SS・JB〉
各プレイヤーのコイン、リトルスターをかけて4人全員で競うミニゲーム。『2』以降の作品に登場する。『スーパー』では「ぶるぶるミニゲーム」という名称で登場する。
『2』～『8』は「バトルマス」、『スーパー』以降は「VSマス」に止まったときやターン終了時（『5』～『8』）にまれに発生する。基本的に所持コイン数が最小のプレイヤーに合わせて、プレイヤー全員から5枚（『4』～『7』のみ）・10枚・15枚（『スーパー』以降）・20枚・30枚・50枚のいずれかの枚数のコインが回収され、『DS』では3ターン目以降で全員が20コイン以上所持している場合に発生することがあり、「現在のターン数×2」の枚数のコインをプレイヤー全員から回収される。ミニゲームの結果に応じて順位が決まり、1位は合計回収金の70％（『DS』は65％）、2位は25％（『2』～『5』、『DS』は30％）、3位は5％（『2』～『5』はなし）のコインを得られる。ただし、いずれも小数は切り捨てで余ったコインはランダムで誰かに振り分けられる（4位に振り分けられる可能性もある）。この余ったコインを誰かに配分するアニメーションは『8』では表示されない。なお、『3』では回収金額が「0枚」になることがあるが、この場合はバトルミニゲームは発生しない。また、『8』の「タッグマッチ」の場合はコインの回収はチーム毎となっているため、その分配当金も少ない（『4』～『7』はプレイヤー1人ずつ回収される）。
『9』以降は特定のマスやイベントで発生する。ミニゲームをプレイする前に各プレイヤーの持つリトルスターが一定数回収され、ミニゲームの順位に応じてリトルスターが分配される。『10』では「バトルミニゲーム」で同じ順位のプレイヤーが複数いた場合は、ミニゲームの結果画面でサイコロをふり出た目の大きさで最終順位を決定する。
『スーパースターズ』以降にも同様のイベントが登場するが、専用のミニゲームは存在せず通常の4人用ミニゲームの中から選ばれる。
デュエルミニゲーム〈2・3・5・6・7・8・DS・100・SS・JB〉
特定のアイテムを使用したときや、「けっとうマス」に止まったときなどに発生する、1対1で競う2人用のミニゲーム。
作品によってゲームのながれやルールは多少異なるが、基本的にはミニゲームの前に戦う相手とかけるものを決め、その後ミニゲームで勝利したプレイヤーがお互いがかけたものを全てもらうことができる。
『2』では「けっとうミニゲーム」という名称で登場し、お互いの持つコインのかける枚数を決めてからミニゲームを行う。『3』以降はジャンル名が「デュエルミニゲーム」という名称に変更された。『5』からはコインのほかにスターをかけて勝負をすることができるようになった。
クッパミニゲーム〈4・5・6・GBA・7・10・SR・100・SS・JB〉
クッパマスに止まったとき等に発生する。クッパの攻撃を避けながらクリアをめざしたり、最後まで生き残るミニゲームで、クリアに失敗したプレイヤーはクッパにコインやスターなどを没収される。『10』、『ジャンボリー』ではクッパマスに止まったときではないが、一部モードで存在する。『スターラッシュ』では、クッパサバイバルという名前で登場。
ドンキーミニゲーム〈5・6・7・100〉
ドンキーマスに止まった時に発生する。ドンキーの素敵なボーナスミニゲームで、クリアしたプレイヤーはコインが何倍かもらえる。
1人用ミニゲーム〈全作品〉
クリアするとコインやアイテム等を入手できたりハイスコアを目指してプレイするものなど、各シリーズに様々な名称や形態で収録されている。
『3』～『5』、『7』、『8』、『DS』では「ストーリーモード」等で発生する、ボスと対戦する1人用のミニゲームも収録されている。『4』、『5』では「ストーリーミニゲーム」、『8』では「ラストミニゲーム」、『DS』では「ボスミニゲーム」「パズルミニゲーム」という名称で登場する。『アイランドツアー』では、「ボスミニゲーム」という名称で登場する。『ジャンボリー』では、「クッパアスロンミニゲーム」という名称で登場する。
ボスバトルゲーム〈9・10・SR・JB〉
最大4人用のミニゲーム。プレイヤー全員でボスと戦い、ボスに攻撃したときに得られるポイント数で順位を競う。ボスを撃破した時の得点数に応じて順位が決まり、上位になるほどリトルスターやコイン、スターを多くもらえる。

### ミニゲーム中の文字表記
ミニゲーム中の画面に表示される文字は各作品によってフォントが変更されている。ミニゲーム開始時・終了時に流れる音声も『1』、『2』・『3』、『4』〜『7』、『8』、『9』・『アイランドツアー』、『スターラッシュ』・『100ミニゲームコレクション』、『スーパー』・『スーパースターズ』、『ジャンボリー』で異なる。『DS』、『10』は画面に文字が表示されるのみでミニゲーム開始時・終了時の音声は流れない。数字は通常のナンバリングタイトル、GBAは『 - アドバンス』、DSは『 - DS』、ITは『 - アイランドツアー』、SRは『 - スターラッシュ』、100は『 - 100 ミニゲームコレクション』、SPは『スーパー - 』、SSは『 - スーパースターズ』、JBは『 - ジャンボリー』を示す。
スタート
「START」:1～3,8,JB
「スタート」:4～7,DS
「スタート!」:9,IT,10,100,SP
「START!」:SS
GBAでは文字が表示されない。
米国版
「START」:1～3,8
「START!」:4,5,9,SP,SS
「GO」:6,7
「Start!」:DS,IT,10,SR,100,JB
フィニッシュ
「FINISH」:1～3,8,JB
「フィニッシュ」:4～7,DS
「フィニッシュ!」:9,IT,10,100,SP
「FINISH!」:SS
GBAでは文字が表示されない。
米国版
「FINISH」:1～3,8
「FINISH!」:4,5,9,SP,SS
「Finish!」:6,7,DS,IT,10,SR,100,JB
レディ ゴー!
「READY GO!」:1,2
「レディ ゴー!」:IT
これ以外の作品にはない。
3, 2, 1... ゴー!
「3, 2, 1... ゴー!」:10,100,SP
「3, 2, 1... GO!」:SS,JB
米国版
「3, 2, 1... Go!」:10,SP
「3, 2, 1... GO!」:SS
タイム アップ
「TIME UP」:1,2
「タイムアップ」:9
「タイムアップ！」:10
これ以外の作品にはない。
ゴール
「GOAL」:1,2
3以降は廃止された。
ミス
「MISS」:1～3
「MISS!」:SS
これ以外の作品にはない。
勝ち
「勝ったプレイヤー名（英語）WIN!」:1
「勝ったプレイヤー名（英語）WON!」:2,3
「勝ったプレイヤー名（カタカナ）かち」:4～7,DS
「勝ったプレイヤー名（カタカナ）WIN（S）」:8,SS,JB
「勝ったプレイヤー名（カタカナ）勝ち」:SP
「1st」（4人用ミニゲーム）:9,IT,10,100
「かち」:9,100
「かち!」:10
GBAのみは表示されない。
負け
『1』では「負けたプレイヤー名（英語）LOSE」、『3』のギャンブルミニゲームは「負けたプレイヤー名（英語）LOST!」、『4』～『7』、『DS』では「ゲームオーバー」、『8』では「GAME OVER」、『9』、『アイランドツアー』、『10』ではプレイヤー全員で対戦するミニゲームの場合「4th」、『9』のクッパJr.ミニゲームの場合「ざんねん」。GBAのみは表示されない。
引き分け
「DRAW」:1～3,8,SS,JB
「ひきわけ!」:4
「ひきわけ」:5～7,DS,9・10・100（1VS3,2VS2）
全員が最下位の順位表示:9,IT,10,SR（4人用ミニゲーム）
米国版
「DRAW」:1～5,9
「Draw!」:10,SR
「Tie」:6～8,DS,100,SS
「It's a Tie」:SP
クリア
「クリア」:DS,10
これ以外の作品にはない。
ファイナルアタック
「ファイナルアタック」:9
「ファイナルアタック!」:10,SR
「Final Attack!」:JB
米国版
「Final Attack!」:9,SR,JB
「Last Hit!」:10
これ以外の作品にはない。
ファイナルボーナス
「ファイナルボーナス!」:SR
米国版
「Finisher Bonus!」:SR
これ以外の作品にはない。
ポーズ
「PAUSE」:1～3,6～9
「ポーズ」:4,5,DS,10
これ以外の作品にはない。
ニューレコード
「NEW RECORD!」:1～4,8
「NEW RECORD」:GBA
「ニューレコード!」:5～7,9,100,SS
「ニューレコード」:DS,IT,10,JB
リザルト
「RESULTS」:1～6,8
「リザルト」:7,DS,9,SP
これ以外の作品にはない。
パーフェクト
「パーフェクト!」:SR,100,SP,SS,JB
これ以外の作品にはない。
タイム（残りの制限時間の表示）
『3』まではオレンジ色の文字、『4』,『5』は角の丸い正方形の枠に水色の文字、『6』は八角形の黄色の枠に水色の文字、『7』は丸い長方形の枠に水色の文字、『8』は六角形の枠に青色の文字、『9』は丸い長方形の枠に青色と白色のグラデーション、『DS』、『アイランドツアー』では丸い長方形の枠に白色の文字、『10』は六角形の枠に白色の文字。『スーパー』は横に長い楕円の枠に白色の文字。『スーパースターズ』以降は丸い長方形の枠に白色の文字。ただし、残り5秒以下になると、『3』までは強調表示のみだが、それ以降は強調表示に加え、文字色が変わり、『4』～『7』はピンク色、『8』は赤色、『DS』は赤紫色、『9』と『アイランドツアー』は白と橙のグラデーション、『10』では枠の中と文字の縁が赤色になる。『スーパー』以降は文字色の代わりに枠が赤色になる。『ジャンボリー』は「クッパアスロンミニゲーム」のプレイ中はタイムの表示が消え、画面の中央にカウントダウンが表示される。また、『3』までと『4』～『7』,『8』、『アドバンス』、『DS』、『9』、『アイランドツアー』、『10』、『スーパー』以降とではフォントが異なり、『8』は「いせきでパズル」のみ『4』～『7』と同じフォントとなっている。さらにカウンドダウンの表示の仕方は、『3』までと『DS』、『アイランドツアー』、『10』以降は「…→10→9→…→0」、『4』～『9』と『アドバンス』は「…→10→09→…→00」となっている。また、『スーパー』以降は枠内の左側に時計を模した記号が表示されている。
その他
- 『4』以降では文字の表記がカタカナ化する傾向があったが、『8』『スーパースターズ』『ジャンボリー』ではキャラクターの名前以外は全て英語の表記に戻った。『3』までは、ミニゲームの勝者がひとりだけと複数人の場合、流れる勝利BGMが異なっていた。『アドバンス』では、ミニゲーム開始・終了時に「スタート」等の表示はされず、その代わりにジュゲムがミニゲームの始めと終わりにホイッスルを吹いて合図を出す。また、ニューレコードが出た場合はBGMが流れ、画面に表示されるキャラクターの顔に王冠が付けられる。

## サウンドトラック
| タイトル                                   | 発売日        | 規格品番     | レーベル         |
| ------------------------------------------ | ------------- | ------------ | ---------------- |
| マリオパーティ3 オリジナルサウンドトラック | 2001年3月21日 | GACR-3004〜5 | エンターブレイン |